# حسین‌آباد نور بی‌بی
حسین‌آباد نور بی‌بی، روستایی در دهستان سرخ قلعه بخش سرخ قلعه شهرستان قلعه‌گنج در استان کرمان ایران است.

## جمعیت
بر پایه سرشماری عمومی نفوس و مسکن در سال ۱۳۹۵، جمعیت این روستا برابر با ۴۱۳ نفر (۱۰۵ خانوار) بوده‌است.